# 贵阳轨道交通
贵阳轨道交通，是中国贵州省贵阳市的城市轨道交通系统，由贵阳市城市轨道交通有限公司建设运营。首条线路已于2017年12月28日试运营，已于2018年12月1日全线开通。截至2024年12月，贵阳轨道交通开通运营线路共有4条，包括贵阳轨道交通1号线、贵阳轨道交通2号线、贵阳轨道交通3号线、贵阳轨道交通S1线。线路总长度达149.06千米，共有99座车站。另有贵阳有轨电车T2线在建中。

## 建设历史

### 背景与前期规划
贵阳市是中国西南地区重要的交通枢纽和经济中心之一，2008年末全市总人口达到393.86万人。贵阳是山地城市，用地资源十分紧张，而随着贵阳城市化水平的提高和居民收入增加，贵阳机动车保有量快速增加，至2008年末已经突破38万辆，平均每10人拥有一辆机动车。由此导致贵阳市交通拥堵问题严重。基于以上背景，同时按照2005年国务院转发的《关于优先发展城市公共交通的意见》，以及中共贵阳市委2007年做出的“建设生态文明城市”的决定，贵阳市开始规划建设城市轨道交通系统。
2008年贵阳市建设局委托中国城市规划设计研究院编制完成《贵阳市轨道交通线网规划》，规划四条地铁线路，连接金阳新区（现为观山湖区）、乌当区、云岩区、南明区及小河区（现已并入花溪区），总长139.3公里，贵阳市政府同年批复通过该规划。随后，贵阳市建设局再次委托中国城市规划设计研究院于2009年3月编制完成《贵阳市城市快速轨道交通建设规划（2010-2020）》，规划两条近期轨道交通建设任务（1号线、2号线），总长度55.95km，并于2009年9月编制环境影响报告书，通过国家环境保护部评审。
2010年9月3日，经国务院批准，国家发改委正式批复《贵阳市城市快速轨道交通建设规划（2010-2020）》，贵阳市正式启动城市快速轨道交通项目建设。
2019年，贵阳有轨电车线网规划获贵阳市政府批准。

### 一期建设
2013年4月，国家发改委批准了《贵阳市轨道交通1号线可行性研究报告》。同年9月贵阳轨道交通1号线开工建设，10月全面开工。2015年9月28日，轨道交通2号线一期工程全面开工。
2017年6月28日，贵阳轨道交通1号线观山湖段（下麦西站至贵阳北站）12.9公里建设完成，开始试运行，2017年12月28日正式运营。2018年12月1日，1号线后通段开通。2019年12月28日，1号线窦官站开通。

### 二期规划与建设
2014年1月，国务院批准贵州省设立贵安新区。早在2013年下半年，贵阳城市轨道交通有限公司和贵州贵安建设投资有限公司委托中国地铁工程咨询有限责任公司编制《贵阳市城市轨道交通线网规划修编》及《贵阳市城市轨道交通建设规划（2016-2022）》，《贵阳市城市轨道交通线网规划修编》在原来的远期规划基础上增加四条连接贵阳市和周边地区的市域快线（S1线、S2线、S3线、S4线）和连接贵安新区内部的G1线，总长增至466.9公里。而《贵阳市城市轨道交通建设规划（2016-2022）》所规划的近期建设为延伸2号线，新建3号线、S1线和S2线，总长增至176公里。
2015年8月24日贵阳市政府批复《贵阳市城市轨道交通线网规划修编》，2016年7月11日国家发改委批复《贵阳市城市轨道交通建设规划（2016-2022）》，贵阳城市轨道交通第二期建设规划得到批准。
2017年2月28日，2号线二期工程正式开工。
2018年12月30日，3号线一期工程开工。
2019年11月7日，S1号线一期工程开工。
2021年4月28日，2号线全线开通运营。
2023年1月11日，贵阳市政府批复《贵阳市综合交通体系规划（2021—2035年）》，将打造环城快铁、地铁、低运量轨道交通等制式的“1+5+N”轨道网络，有轨电车规划包括12条市区线及2条连接龙里县和贵阳市区的线路。近期持续推动3号线一期、S1线一期、T2线一期建设，研究启动S2线一期北段、T1线、T3线一期建设。
2023年12月16日，3号线全线开通运营。
2024年12月28日，S1线全线开通运营。

### 有轨电车规划及建设
2019年，有轨电车线网规划获市政府批准。
2020年4月1日，有轨电车T2线开工。
2020年5月，有轨电车T2线环评公示发布。
2020年10月，贵阳市有轨电车示范线（T2 线一期工程）环境影响报告书受理公示发布。同月，贵阳市有轨电车示范线（T2 线一期工程）初步设计评审采购需求公示发布。

## 线路

### 运营线路
| 注：灰色线路为未开通线路。 |                |                |                    |               |      |               |              |                            |
| 路线名称                   | 开通日期       | 最近延伸日期   | 起点站/终点站      | 起点站/终点站 | 站数 | 长度 （公里） | 车辆编组     | 参考资料                   |
| █ 1号线                    | 2017年12月28日 | 2019年12月28日 | 窦官               | 小孟工业园    | 25   | 35.11         | B型车6节编组 | [ 21 ] [ 20 ] [ 34 ] [ 3 ] |
| █ 2号线                    | 2021年4月28日  | 不適用         | 白云北路           | 中兴路        | 32   | 40.6          | B型车6节编组 | [ 29 ]                     |
| █ 3号线                    | 2023年12月16日 | 不適用         | 桐木岭（省委党校） | 洛湾          | 29   | 43.03         | B型车6节编组 | [ 35 ]                     |
| █ S1线                     | 2024年12月28日 | 不適用         | 皂角坝             | 望城坡        | 13   | 30.32         | B型车6节编组 | [ 28 ] [ 31 ]              |

### 在建及规划线路

#### 在建线路
| 路线名称     | 预计开通时间 | 起点站/终点站    | 起点站/终点站 | 站数 （不包括已建成站点） | 长度 （公里） | 车辆编组 | 参考资料     |
| ------------ | ------------ | ---------------- | ------------- | ------------------------- | ------------- | -------- | ------------ |
| █ T2号线一期 | 2025年       | 国际生态会议中心 | 二十六大道    | 13                        | 10.92         | —        | [ 36 ] [ 4 ] |

#### 规划线路
根据2016年国家发改委批复的《贵阳市城市轨道交通建设规划（2016-2022）》，除已开工的线路外，有1条线路处于规划阶段：
| 路线名称       | 起点站/终点站 （暂定名称） | 起点站/终点站 （暂定名称） | 站数 | 长度 （公里） | 计划建设期间   |
| -------------- | -------------------------- | -------------------------- | ---- | ------------- | -------------- |
| █ S2线一期北段 | 西南商贸城                 | 贵阳东站                   | 16   | 32.52         | 预计2025年开工 |

## 票务
起步价2元，可乘坐4公里；
4至8公里范围内（含8公里），加价1元，票价为3元；8至12公里范围内（含12公里），加价1元，票价为4元；12至18公里范围内（含18公里），加价1元，票价为5元；18至24公里范围内（含24公里），加价1元，票价为6元，以后每递增8公里加价1元。现时最高票价为8元。

## 设施

### 车辆
贵阳市轨道交通1、2号线采用B型车，6辆编组。1号线车辆由中车南京浦镇车辆有限公司制造，最高运行速度为80公里每小时，最大载客量2062人，计划配置34列车。贵阳市有轨电车T2线使用胶轮有轨电车，由比亚迪公司制造，又称比亚迪云巴。

## 远期规划
据2015年8月24日贵阳市政府批复的《贵阳市城市轨道交通线网规划修编》，贵阳地铁远期规划将增加到9条线路，总长约466.9公里，将设车站258座。据2019年贵阳市政府批复的《贵阳有轨电车线网规划方案（2019-2035年）》，贵阳市域有轨电车线网总体规划共19条，约586公里，站点数496个，平均站间距1.2公里。
据2023年1月11日贵阳市政府批复的《贵阳市综合交通体系规划（2021—2035年）》，贵阳市将规划以城市轨道交通（地铁+低运量轨道交通）为主体、常规公交为基础、其他公交方式为补充的多层次公共交通网络，打造环城快铁、地铁、低运量轨道交通等制式的“1+5+N”轨道网络。